# Chenistonia
Chenistonia es un género de arañas migalomorfas de la familia Nemesiidae. Se encuentra en Nueva Gales del Sur y Victoria en Australia.

## Lista de especies
Según The World Spider Catalog 14.0:
- Chenistonia caeruleomontana (Raven, 1984)
- Chenistonia hickmani (Raven, 1984)
- Chenistonia maculata Hogg, 1901
- Chenistonia montana (Raven, 1984)
- Chenistonia trevallynia Hickman, 1926